# Diocesi di Neapoli di Arabia
La diocesi di Neapoli di Arabia (in latino Dioecesis Neapolitana in Arabia) è una sede soppressa e sede titolare della Chiesa cattolica.

## Storia
Neapoli di Arabia, corrispondente alla città di Al-Shaykh Maskin, 24 km a nord di Dar'a, è un'antica sede episcopale della provincia romana d'Arabia nella diocesi civile d'Oriente. Faceva parte del patriarcato di Antiochia ed era suffraganea dell'arcidiocesi di Bosra.
La diocesi è assente nell'unica Notitia Episcopatuum conservata del patriarcato di Antiochia. Le fonti documentarie hanno trasmesso il nome di due vescovi neapolitani: Severo, che prese parte al primo concilio di Costantinopoli nel 381; e Chilone, assente al concilio di Calcedonia nel 451, ma per il quale firmò gli atti conciliari il suo metropolita, Costantino, arcivescovo di Bosra. Le scoperte archeologiche hanno restituito il nome del vescovo Tommaso, che appare in un'iscrizione, non databile, scoperta a Sheikh Maskīn e redatta in occasione della costruzione di una chiesa dedicata a san Michele.
Dal 1933 Neapoli di Arabia è annoverata tra le sedi vescovili titolari della Chiesa cattolica; la sede è vacante.

## Cronotassi

### Vescovi greci
- Severo † (menzionato nel 381)
- Chilone † (menzionato nel 451)
- Tommaso †

### Vescovi titolari
- Ladislao †
- Michele di Karansedes, O.F.M. † (18 luglio 1488 - ?)
- Lorenzo Pérez † (16 gennaio 1502 - ?)
- Giovanni Morelli, O.F.M. † (12 dicembre 1519 - ?)